# Arnasco
Arnasco (im Ligurischen: Arnasco) ist eine norditalienische Gemeinde mit 554 Einwohnern (Stand 31. Dezember 2023) in der Region Ligurien. Politisch gehört sie zu der Provinz Savona.

## Geographie
Arnasco liegt im unteren Abschnitt des Bergrückens des Castellermo, zwischen dem Monte Montenero (858 Meter), dem Monte Croce di Arnasco (646 Meter) und dem Rocca Liverna (551 Meter). Die Gemeinde besteht aus drei Ortsteilen: Arnasco, Menosio und Bezzo. Diese befinden sich auf einer Höhe von 250 bis 300 Metern Höhe über dem Meeresniveau.
Arnasco gehört zu der Comunità Montana Ingauna und ist circa 57 Kilometer von der Provinzhauptstadt Savona entfernt.
Nach der italienischen Klassifizierung bezüglich seismischer Aktivität wurde die Gemeinde der Zone 3 zugeordnet. Das bedeutet, dass sich Arnasco in einer seismisch wenig aktiven Zone befindet.

## Klima
Die Gemeinde wird unter Klimakategorie D klassifiziert, da die Gradtagzahl einen Wert von 2006 besitzt. Das heißt, die in Italien gesetzlich geregelte Heizperiode liegt zwischen dem 1. November und dem 15. April für jeweils zwölf Stunden pro Tag.

## Gemeindepartnerschaften
Arnasco unterhält zu folgenden Gemeinden eine Partnerschaft:
- Brading, Vereinigtes Königreich, seit 2004